# Paleoamblypygi
Sous-ordre
Les Paleoamblypygi sont un sous-ordre d'amblypyges. 

## Liste des familles
Selon The World Spider Catalog (version 18.5, 2018) :
- Paracharontidae Weygoldt, 1996
- Famille indéterminée
  - †Graeophonus Scudder, 1890
  - †Sorellophrynus Harvey, 2002 (avec une unique espèce : Sorellophrynus carbonarius)
  - †Thelyphrynus Petrunkevitch, 1913 (avec une unique espèce : Thelyphrynus elongatus)

## Publication originale
- Weygoldt, 1996 : Evolutionary morphology of whip spiders: towards a phylogenetic system (Chelicerata: Arachnida: Amblypygi). Journal of Zoological Systematics and Evolution Research, vol. 34, p. 185–202.